# Louviers (Colorado)
Louviers è un centro abitato (census-designated place) degli Stati Uniti d'America, situato nella contea di Douglas dello stato del Colorado. Nel censimento del 2000 la popolazione era di 237 abitanti.

## Geografia fisica
Secondo i rilevamenti dell'United States Census Bureau, Louviers si estende su una superficie di 2,9 km².